# Martin Blinkhorn
Martin Blinkhorn ( Lancashire, 1941) est un historien et hispaniste britannique spécialiste de la droite et du conservatisme.

## Biographie
Né en 1941, dans le Lancashire, Martin Blinkhorn étudie au Pembroke College de l'université d'Oxford, puis à l'Université de Stanford, en Californie, avant de retourner à Oxford, où il travaille pendant plusieurs années avec le professeur et hispaniste Raymond Carr. Il est professeur émérite à l'université de Lancaster. Il fait partie de l'école de chercheurs dirigée par Carr qui ont étudié le passé récent de l'Espagne, avec d'autres comme Paul Preston, Shlomo Ben-Ami et Frances Lannon ou les Espagnols Joaquín Romero Maura, José Varela Ortega et Juan Pablo Fusi.

## Publications
Il est l'auteur d'ouvrages comme, notamment, Carlism and Crisis in Spain 1931-1939 (Cambridge University Press, 1975), traitant du carlisme pendant la Seconde République espagnole et la guerre civile,,,,,, Mussolini and Fascist Italy (1984), ou Fascism and the Right in Europe, 1919-1945 (Longman, 2000).
Il a également coordonné des ouvrages comme Spain in Conflict 1931-1939. Democracy and Its Enemies (1986), Fascists and Conservatives: The Radical Right and the Establishment in Twentieth Century Europe (Unwin Hyman, 1990), et Landownership and Power in Modern Europe (Harper & Collins, 1991), avec Ralph Gibson.